# Amore gourmet
Amore gourmet è un singolo del cantautore italiano Maninni, pubblicato il 17 maggio 2024 come unico estratto dalla riedizione del primo album in studio Spettacolare.

## Descrizione
Il brano, scritto dallo stesso cantautore con Edoardo Spinsante, Enrico Brun e Giovanni Pollex, è prodotto dallo stesso Maninni con Enrico Brun e Giorgio Spedicato, in arte Machweo.

## Video musicale
Il video musicale, diretto da Lorenzo Pellegrino, è stato pubblicato il 20 maggio 2024 attraverso il canale YouTube del cantautore.

## Tracce
Testi e musiche di Alessio Mininni, Edoardo Spinsante, Enrico Brun e Giovanni Pollex.
1. Amore gourmet – 2:48